# Municipio de Whitewater (Míchigan)
El municipio de Whitewater (en inglés: Whitewater Township) es un municipio ubicado en el condado de Grand Traverse en el estado estadounidense de Míchigan. En el año 2010 tenía una población de 2597 habitantes y una densidad poblacional de 18,72 personas por km².

## Geografía
El municipio de Whitewater se encuentra ubicado en las coordenadas 44°45′43″N 85°23′30″O / 44.76194, -85.39167. Según la Oficina del Censo de los Estados Unidos, el municipio tiene una superficie total de 138.73 km², de la cual 123,91 km² corresponden a tierra firme y (10,68 %) 14,82 km² es agua.

## Demografía
Según el censo de 2010, había 2597 personas residiendo en el municipio de Whitewater. La densidad de población era de 18,72 hab./km². De los 2597 habitantes, el municipio de Whitewater estaba compuesto por el 96,46 % blancos, el 0,23 % eran afroamericanos, el 0,89 % eran amerindios, el 0,46 % eran asiáticos, el 0,73 % eran de otras razas y el 1,23 % eran de una mezcla de razas. Del total de la población el 1,62 % eran hispanos o latinos de cualquier raza.